# Hrubiański Potok
Hrubiański Potok – potok, dopływ Jesionkówki. Jest ciekiem V rzędu. Wypływa na wysokości 1015 m ze źródła w utworach polodowcowych na należącym do Zakopanego osiedlu Hrube Wyżne. Początkowo płynie w kierunku północnym wciosową dolinką wyżłobioną we fliszu karpackim. Dolinka ma zalesione stoki o nachyleniu 4-20°, a szerokość koryta wynosi 0,5-2 m. Na wysokości 787 m łączy się z Orawców Potokiem, tworząc Jesionkówkę. Następuje to w miejscu o współrzędnych 49°19′11″N 20°01′03″E/49,319722 20,017500. 
Hrubiański Potok ma długość 4,2 km i średni spadek 5,4%. Cały jego bieg znajduje się w Rowie Podtatrzańskim.